# HMAS Australia (1911)
La HMAS Australia fu un incrociatore da battaglia della Royal Australian Navy, appartenente alla classe Indefatigable che migliorava la precedente classe Invincible. Entrato in servizio nel giugno del 1913, partecipò alla prima guerra mondiale con la Grand Fleet britannica, in particolare nel settore dell'oceano Indiano e del mare del Nord; dopo la guerra venne messo in riserva per i suoi alti costi di gestione fino al Trattato navale di Washington, che ne segnò la fine definitiva e l'invio alla demolizione.

## Storia
All'inizio del XX secolo l'Ammiragliato britannico decise che la responsabilità della difesa navale dell'Impero britannico sarebbe stata unificata sotto la Royal Navy. Comunque i Dominion vennero incoraggiati a dotarsi anche di singole unità di squadra che avrebbero servito in destinazioni lontane, ma anche costituito il nucleo di una marina nazionale in tempo di pace.
La nave partecipò alla campagna di caccia allo Squadrone tedesco dell'Asia orientale, incentrato sugli incrociatori corazzati SMS Scharnhorst e SMS Gneisenau, ma il comando navale australiano esitò sempre nel rischiare l'unità in uno scontro diretto con tutto lo squadrone, e quindi tenne la nave sempre ben protetta, fino all'allontanamento dello squadrone verso l'Atlantico e alla sua distruzione nella battaglia delle Falkland.
La nave venne poi inviata in Nord Atlantico in crociere di vigilanza e operazioni nel Mare del Nord, partecipando anche ad esperimenti con gli aerei, imbarcati tramite piattaforme di legno montate sulle torri principali con hangar di tela per ripararo. La nave non partecipò alla battaglia dello Jutland perché in riparazione dopo una collisione con la nave gemella HMS New Zealand. Alla fine della guerra, HMAS Australia venne descritta come «la meno obsolescente della sua classe»..
Dopo il suo rientro in Australia l'equipaggio si ammutinò a causa delle pessime condizioni di vita, dovute anche al fatto che la nave era progettata per i climi nordici e non possedeva una ventilazione adeguata ai climi tropicali, e alla durissima disciplina a bordo; i tagli al bilancio successivi alla prima guerra mondiale ne segnarono il passaggio nella riserva e poi il disarmo. La nave venne affondata nel 1924 vicino a Sydney.